# Vérkhniaia Pixmà
Vérkhniaia Pixmà (en rus: Верхняя Пышма) és una ciutat de l'óblast de Sverdlovsk, a Rússia, segons el cens del 2021 tenia 74.262 habitants.